# Heinrich Valentin Beck
Heinrich Valentin Beck (* 4. April 1698 in Maar (Lauterbach); begraben 15. April 1758 in Frankfurt am Main) war ein deutscher Kantor und Komponist. 

## Leben und Werk
Heinrich Valentin  Becks Familie stammte ursprünglich aus Thüringen. Sein Vater war Schulmeister und Organist in Maar. Beck erhielt ersten Unterricht durch seinen Vater, später vermutlich in der Lateinschule in Lauterbach (Hessen). Von 1718 bis 1734 war Beck Kantor in Lauterbach, von 1734 bis 1737 in Hanau.
1738 wurde er als Vize-Kapelldirektor unter Johann Balthasar König nach Frankfurt am Main berufen. Zu seinen Aufgaben gehörte die Leitung der Kirchenmusik an der Peterskirche in der Neustadt sowie der die Aufführung der Baß-Partien an der Katharinenkirche. Daneben erteilte er Klavierunterricht in patrizischen Frankfurter Familien. Zu seinen Förderern gehörten der Mäzen Johann Friedrich Armand von Uffenbach und der Frankfurter Stadtschultheiß Johann Wolfgang Textor; 1753 bis 1755 unterrichtete er dessen Tochter Catharina Elisabeth Goethe.
Beck dirigierte zahlreiche öffentliche Konzerte der städtischen Kapelle, vor allem mit Werken von Georg Philipp Telemann. Er kopierte über 300 von dessen Kantaten, die heute in der Universitätsbibliothek Johann Christian Senckenberg gesammelt sind.

## Werke
Von Beck sind zwei Kantaten überliefert, eine davon fragmentarisch:
- Lasst Geigen, lasst Pfeifen, lasst Pauken erschallen (Gutenberg-Kantate auf die 300-Jahr-Feier der edlen Buchdruckerkunst)[1]
- Ich schicke mich zu meinem Ende, Kantate zum 16. Sonntag nach Trinitatis
- Taufmusik

Die übrigen sechs ihm früher zugeschriebenen Kantaten stammen von Telemann.